# Teinotarsus remipes
Teinotarsus remipes är en skalbaggsart som beskrevs av Sylvain Auguste de Marseul 1864. Teinotarsus remipes ingår i släktet Teinotarsus och familjen stumpbaggar. Inga underarter finns listade i Catalogue of Life.